# Diphosphor trioxide
Diphosphor trioxide là một hợp chất vô cơ có thành phần chính gồm hai nguyên tố phosphor và oxy, với công thức hóa học được quy định là P2O3. Hợp chất này đáng lý ra phải được đặt tên chính xác là tetraphosphor hexoxide (P4O6), tên diphosphor trioxide thực ra xuất hiện trước sự hiểu biết về cấu trúc phân tử của hợp chất, tuy không chính xác nhưng cái tên này vẫn được tiếp tục sử dụng cho đến tận ngày nay. Hợp chất này tồn tại dưới dạng thức là một chất rắn không màu, có cấu trúc liên quan đến adamantane. Hợp chất này được công nhận là anhydride của acid phosphorơ, H3PO3, nhưng không thể thu được bằng cách khử nước của acid. Nó cũng được mô tả là chất rắn màu trắng, chất rắn, tinh thể và có độc tính cao với mùi tương tự như tỏi.

## Điều chế
Hợp chất diphosphor trioxide có thể thu được bằng cách đốt cháy phosphor trong một nguồn không khí bị giới hạn ở nhiệt độ thấp.
P4 (r) + 3O2 (k) → P4O6 (r).
Các sản phẩm phụ mà phản ứng này tạo ra còn có phosphor suboxide.

## Một số phản ứng
Diphosphor trioxide phản ứng với nước tạo thành H3PO3, điều này gián tiếp chứng minh oxide này là anhydride của acid đó.
P4O6 + 6H2O →  4H3PO3.
Hợp chất này cũng phản ứng với acid hydrochloric để tạo thành H3PO3 và phosphor trichloride.
P4O6 + 6HCl → 2H3PO3 + 2PCl3.